# Comuna de Baligród
Baligród (polaco: Gmina Baligród) é uma gminy (comuna) na Polónia, na voivodia de Subcarpácia e no condado de Leski. A sede do condado é a cidade de Baligród.
De acordo com os censos de 2004, a comuna tem 3182 habitantes, com uma densidade 20,1 hab/km².

## Área
Estende-se por uma área de 158,12 km², incluindo:
- área agrícola: 22%
- área florestal: 67%

## Demografia
Dados de 30 de Junho 2004:
|                      | Total   | Total | Mulheres | Mulheres | Homens  | Homens |
| -------------------- | ------- | ----- | -------- | -------- | ------- | ------ |
|                      | pessoas | %     | pessoas  | %        | pessoas | %      |
| População            | 3182    | 100   | 1592     | 50       | 1590    | 50     |
| Densidade (pop./km²) | 20,1    | 100   | 10,1     | 10,1     | 10,1    | 10,1   |

De acordo com dados de 2002, o rendimento médio per capita ascendia a 1501,78 zł.

## Comunas vizinhas
- Cisna, Komańcza, Lesko, Solina, Zagórz